# Mazda Carol

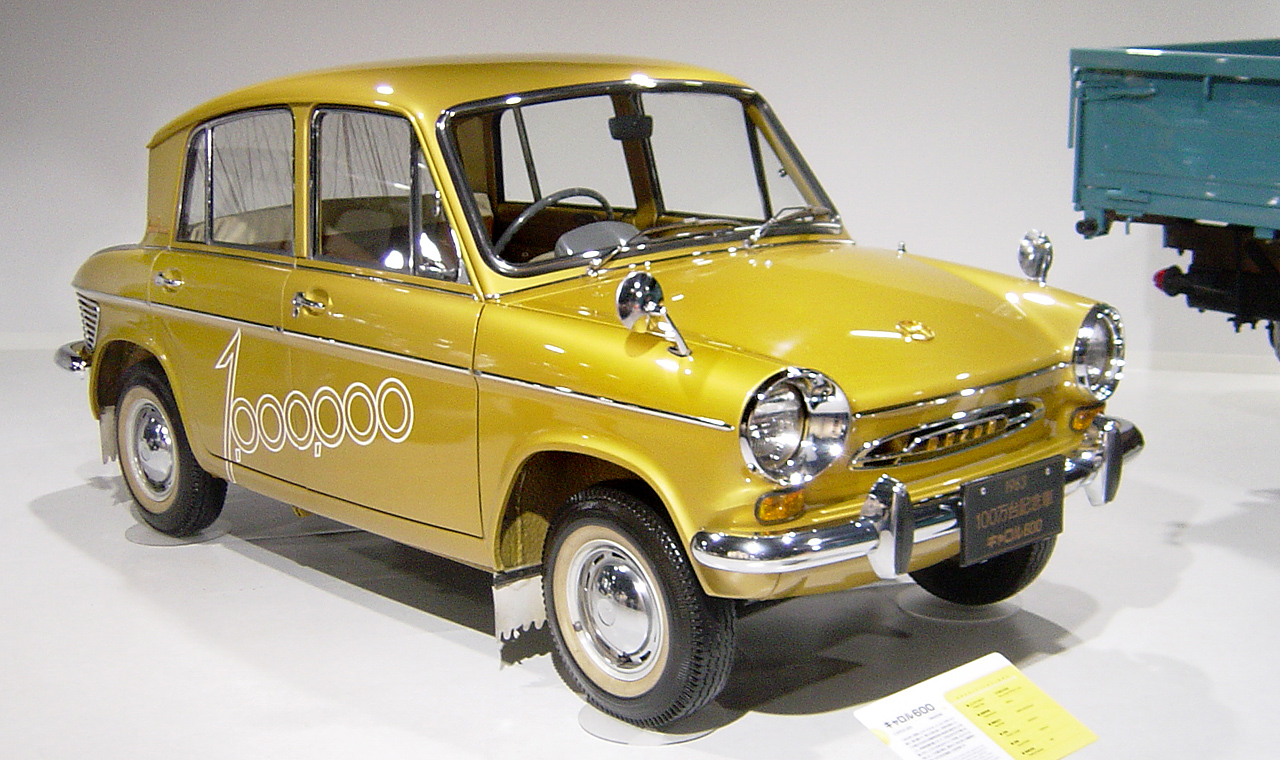
Första generationens Mazda Carol.

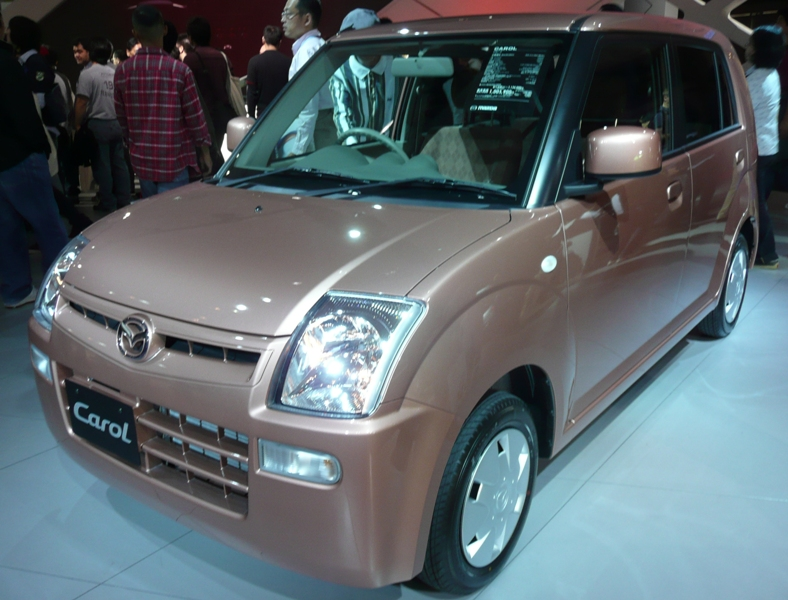
Fjärde generationens Mazda Carol, denna modell kom 2004 och är som alla Autozam/Mazda Carol sedan 1989 en Suzuki Alto med något ändrat utseende.

Mazda Carol var en bilmodell från Mazda Corporation Ltd. och kom i sin första version 1961. Mazdas egen Carol slutade tillverkas 1977.
De "lätta bilar" (på japanska "keijidōsha", små bilar med små motorer som åtnjuter skattemässiga fördelar i Japan) som Mazda sålt och fortfarande säljer under namnet Carol har sedan 1989 tillverkats av Suzuki och är Suzuki Alto med något ändrat utseende. 